# Elle m'oublie
Singles de Johnny Hallyday
J'ai oublié de vivre
(1978) Revoilà ma solitude
(1978)
Elle m'oublie est une chanson de Johnny Hallyday issue de son album de 1978 Solitudes à deux.
Le 14 juin 1978, une semaine avant la sortie de l'album, la chanson est parue en single.

## Développement et composition
La chanson a été écrite et composée par Didier Barbelivien. L'enregistrement a été produit par Eddie Vartan.

## Liste des pistes
Single 7" 45 tours (1978, Philips 6172 158)
1. Elle m'oublie (3:25)
2. La première pierre (3:20)[2],[3]

## Réception
Le titre s’écoule à plus de 300 000 exemplaires en France.

### Classements hebdomadaires
| Classement (1978) | Meilleure position |
| ----------------- | ------------------ |
| France            | 5                  |

| Classement (2017) | Meilleure position |
| ----------------- | ------------------ |
| France (SNEP)     | 90                 |